# 赤い糸 (コブクロの曲)
「赤い糸」（あかいいと）は、コブクロの曲。作詞・作曲は小渕健太郎による。インディーズ時代からの曲で、2000年3月4日に発売されたインディーズ・アルバム『Root of my mind』に初収録された。

## 収録ディスク
- Root of my mind（インディーズ・アルバム、2000年）
- 蒼く 優しく（シングル、2007年） - ライブバージョンを収録。
- 時の足音（シングル、2008年） - 再録音。PVも作られた。
- CALLING（オリジナル・アルバム、2009年）
- ALL SINGLES BEST 2（ベスト・アルバム、2012年）
- ALL TIME BEST 1998-2018（ベスト・アルバム、2018年）
- Seasons Selection〜Winter〜（配信限定アルバム、2023年）
- ALL SEASONS BEST （ベストアルバム、2024年）

## タイアップ
- 日本生命CMソング - 2008年版を使用。

## ライブ映像・音源作品
| 曲名   |                                          |
| ------ | ---------------------------------------- |
| 赤い糸 | →「 赤い糸#ライブ映像・音源作品 」を参照 |

## 新垣結衣のカバー
新垣結衣のカバーによる『赤い糸』は、2008年10月15日にシングルがWARNER MUSIC JAPANから発売された。

### 概要
新垣の2枚目のシングルである。初回限定盤・通常盤の計2形態での同時発売となり、初回限定盤は新垣本人描き下ろしのオリジナルイラストによるジャケット仕様、通常盤はタイトル曲「赤い糸」のPVなどを収録したDVD付属となっている。
本シングルは新垣にとって初のノンタイアップ作となる。また、新垣が他アーティストの楽曲をカバーするのは「赤い糸」が初めてのことであった。カップリング曲「つないだ手」は、アルバム『そら』収録曲「heavenly days」に続いて、メレンゲのクボケンジによる作曲となる。また「あいたい」は、シンガーソングライターの広沢タダシによる作曲となる。
オリコンデイリーランキングでは初登場4位を記録し、2008年10月18日付から同年10月20日付までは1位を獲得した。また、Billboard Japan Hot 100では、2作連続で1位を記録した。
なお、本シングル発売直後の10月29日に発売されたコブクロのシングル『時の足音』に、「赤い糸」のコブクロによる新録音が収録されたが、新垣はそのPVにも出演している。

### 収録曲
1. 赤い糸
作詞・作曲：小渕健太郎
2. つないだ手
作詞：新垣結衣、作曲：クボケンジ
3. あいたい
作詞：岩里祐穂、作曲：広沢タダシ
4. 赤い糸 (naked voice ver.)
5. 赤い糸 (instrumental)